# Mond-Verfahren

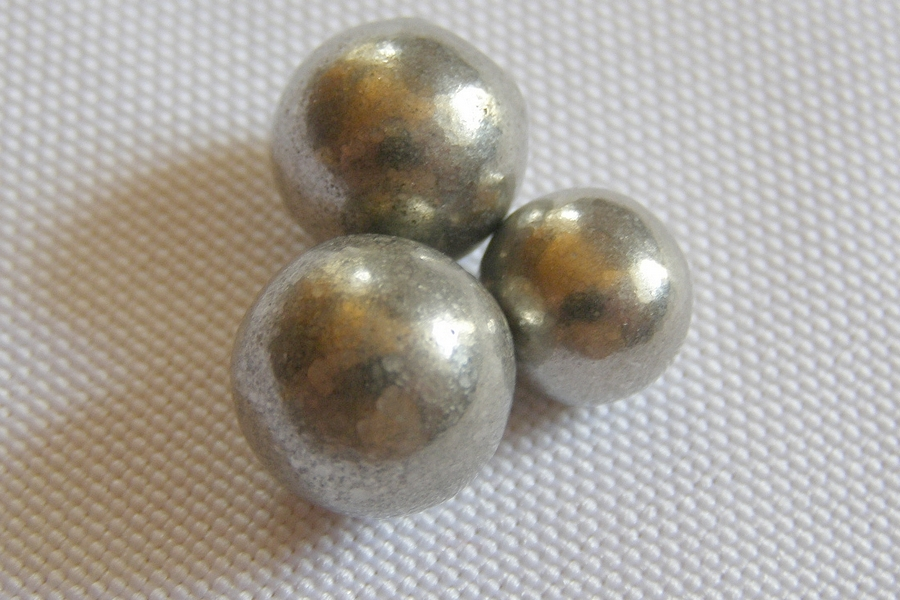
Mit dem Mond-Verfahren hergestellte Kugeln aus Nickel

Das nach  Ludwig Mond benannte Mond-Verfahren wurde zur Reinigung des Metalls Nickel entwickelt. Es beruht auf einer  chemischen Transportreaktion. 
Im allgemeinen Fall wird eine feste (oder seltener: flüssige) Substanz bei einer bestimmten Temperatur mit einem gasförmigen Transportmittel zur Reaktion gebracht und in ein ebenfalls gasförmiges Produkt (Gasphasenkomplex) überführt. Dieses Produkt wird dann an anderer Stelle und bei einer anderen Temperatur durch Rückreaktion in den jetzt sehr viel reineren Stoff und das Transportmittel zurück überführt. Man nutzt dabei aus, dass das chemische Gleichgewicht von der Temperatur abhängt.

## Raffination von Nickel
Im Mond-Prozess ist das Transportmittel Kohlenmonoxid und die über die Gasphase transportierte Verbindung das Nickeltetracarbonyl Ni(CO)4. Der Transport geschieht von einer kühleren Zone der Transportapparatur (ca. 80 °C) zu einer heißeren (ca. 200 °C). Nickeltetracarbonyl bildet sich bei tieferer Temperatur und zersetzt sich bei höherer Temperatur wieder in Nickel und Kohlenmonoxid:
{\displaystyle {\ce {Ni{}+4CO<=>[50-100{\text{°C}}][180-200{\text{°C}}]Ni(CO)4}}}
Diese Tatsache beruht darauf, dass die Reaktion vom Nickel zum Nickeltetracarbonyl exotherm verläuft. Das heißt, dass das chemische Gleichgewicht bei hohen Temperaturen auf der Seite des elementaren Nickels liegt. Verunreinigungen werden entweder bei der tieferen Temperatur nicht in die Gasphase gebracht oder sie scheiden sich bei der höheren Temperatur nicht mehr ab.

## Weitere Anwendungen
Ähnliche Transportreaktionen benutzt man auch zur Reinigung einiger sehr hoch schmelzender und siedender Metalle wie Titan, Hafnium, Molybdän und Wolfram im sogenannten Van-Arkel-de-Boer-Verfahren. Transportmittel sind dort Halogene, insbesondere Iod.